# Medvednica
De Medvednica is een bergmassief in Noord-Kroatië, ten noorden van Zagreb. Het vormt de historische zuidgrens van de regio Zagorje. Het hoogste punt is met 1030 meter hoogte de Sljeme. De lokale bevolking gebruikt deze naam ook wel om naar het hele bergmassief te verwijzen.
Medvednica zou kunnen vertaald worden als "berenberg", namen die met de berg in verband staan zijn medved (beer, Standaard Kroatisch: "medvjed") uit het Kajkaviaanse dialect en Medvedgrad, een middeleeuws kasteel aan de zuidwestelijke rand van de berg.
Het grootste gedeelte van Medvednica behoort tot het natuurpark Medvednica. Dit park is 228,26 km2 groot en bestaat voor 63% uit bos.
Aan de noordkant van berg is een skigebied te vinden.
Een van de populairste bezienswaardigheden is de grot Veternica, waarvan de langste tunnel 2622 meter is.